# Pomorski objekt
Pomorski objekt, prema Pomorskom zakoniku RH, objekt namijenjen za plovidbu morem (plovni objekt), ili objekt stalno privezan ili usidren na moru (plutajući objekt), odnosno objekt u potpunosti ili djelomično ukopan u morsko dno ili položen na morsko dno (nepomični odobalni objekt)